# Alcoholslot

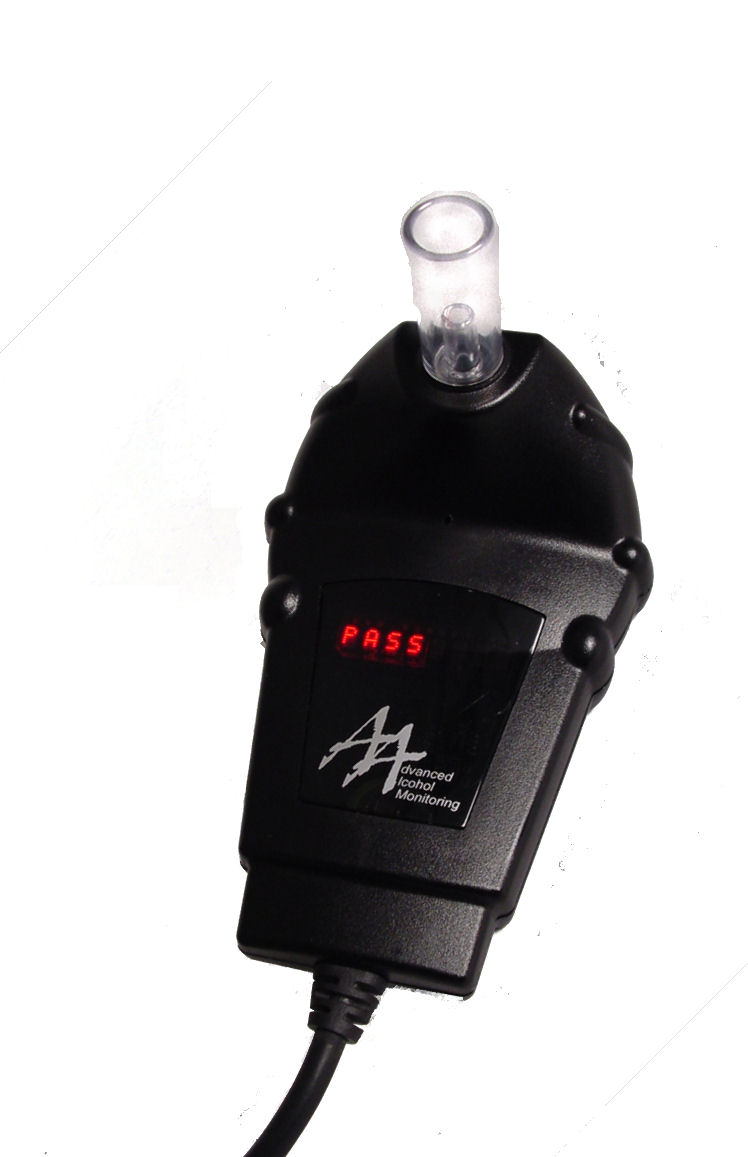
Alcoholslot

Een alcoholslot is een maatregel die direct wordt toegepast als een bestuurder is aangehouden met een te grote hoeveelheid aan alcoholische drank op. Het alcoholslot is een bestuursrechtelijke maatregel en kan om die reden nooit op inhoud aangevochten worden. Er kan alleen bezwaar gemaakt worden tegen de procedure.  
Het alcoholslot in de auto werkt als startonderbreker. Het alcoholslot meet middels een blaastest of en hoeveel de bestuurder alcohol heeft gedronken. Om fraude te bestrijden, moet er na het blazen ook gelijk gezogen worden, anders is de test ongeldig. De auto kan dan alleen gestart worden als het alcoholpromillage lager is dan 0,2. De bestuurder dient tevens, om fraude te voorkomen, onderweg ook een paar keer te blazen. De bestuurder heeft dan 12 minuten de tijd om een hertest te doen, anders zal er een fout gegenereerd worden en loopt de betrokkene de kans uit het programma gezet te worden.
Het alcoholslot is in elke auto in te bouwen en door iedereen te bedienen. De (hoge) kosten hiervoor zijn voor rekening van de alcoholovertreder.
Experimenten met een alcoholslot zijn reeds uitgevoerd in de Verenigde Staten, Canada en Australië. Het apparaat heet daar alcohol ignition interlock. Er is ook een Europees onderzoek uitgevoerd met de titel Alcohol Interlock Implementation in the European Union.

## Alcoholslot in Nederland
In 2001 installeerde de Stichting Wetenschappelijk Onderzoek Verkeersveiligheid (SWOV) in een bedrijfsauto het eerste alcoholslot in Nederland.
In 2003 werd door het ministerie van Verkeer en Waterstaat aangekondigd dat op korte termijn de maatregel ingevoerd zou worden. De invoering liet nog jaren op zich wachten. Uiteindelijk werd per 1 december 2011 het alcoholslot definitief ingevoerd.
Sinds de invoering krijgen iedere week gemiddeld honderd mensen een alcoholslot opgelegd. Het alcoholslotprogramma is verplicht voor alle alcoholovertreders die in het verkeer zijn aangehouden met een promillage boven de 1,3 (ongeveer 6 à 7 glazen alcohol) en onder de 1,8 (ongeveer 9 à 10 glazen alcohol). Gemiddeld neemt het alcoholpromillage per glas ongeveer 0,2 toe en breekt het lichaam ongeveer 0,2 per uur af. Beginnende bestuurders (automobilisten die nog geen vijf jaar hun rijbewijs hebben) krijgen het alcoholslot vanaf 1,0 promille. Voor recidivisten, automobilisten die opnieuw in de fout gaan, geldt een grens vanaf 0,8 promille. Voor recidiverende beginnende bestuurders geldt een grens vanaf 0,5 promille.
Wanneer men wordt aangehouden met te veel alcohol in het bloed, wordt het rijbewijs ongeldig verklaard. Wanneer men in een personenauto wil blijven rijden, moet men deelnemen aan het alcoholslotprogramma. Tevens moet de betrokkene voor het aanvangen van het programma een nieuw rijbewijs aanvragen met een aantekening op het rijbewijs B: code 103 (rijden met een alcoholslot). Ook na het voltooien van het programma moet de betrokkene een nieuw rijbewijs aanvragen zonder deze code, zolang deze code nog achter op het rijbewijs staat mag er niet zonder alcoholslot gereden worden. Dit betekent dat de automobilist alleen in een auto mag rijden met een alcoholslot en dan alleen in de auto waarin zijn of haar alcoholslot in is geregistreerd, rijden in een andere auto met een alcoholslot zal ervoor zorgen dat het Centraal Bureau Rijvaardigheidsbewijzen (CBR) het programma stopzet. Heeft men geen eigen auto, dan mag het alcoholslot in de auto van iemand anders geplaatst worden.
Het alcoholslot is een bestuursrechtelijke maatregel waar men vrijwillig aan mee kan doen en die opgelegd wordt naast de straffen die justitie oplegt. Zo kan het zijn dat iemand zes maanden rijverbod krijgt en een boete krijgt van € 1000,- en pas daarna mag beginnen aan het alcoholslotprogramma. Wanneer men weigert of het gewoonweg niet mogelijk is om een alcoholslot te plaatsen door gebrek aan geld of een auto, mag men vijf jaar geen auto besturen. In de loop van de jaren zijn er wel diverse uitzonderingen gekomen en worden mensen met bepaalde beroepen ontzien en zullen dan ook niet hoeven meedoen aan het alcoholslotprogramma; een bekend voorbeeld hiervan zijn vrachtwagenchauffeurs. Het is wel mogelijk om in deze periode op een bromfiets of snorfiets of in een brommobiel te rijden. Daarvoor dient het rijbewijs AM opnieuw aangevraagd te worden bij de gemeente. In het begin werd ook het alcoholslot opgelegd als je met te veel alcohol op reed op een brommer.
Het blaasapparaat blijft twee jaar in de auto. Iedere zes weken moet de bestuurder het alcoholslot laten uitlezen. Indien er in de loop van tijd geen fouten geconstateerd worden, worden deze uitleesmomenten verlengd tot twaalf weken. Er zijn in Nederland een beperkt aantal uitleesstations en er kan alleen uitgelezen worden op werkdagen tussen 9.00 uur en 17.00 uur. Indien het CBR te veel foute starttesten of hertesten constateert, wordt het programma stopgezet of na twee jaar elke keer met zes maanden verlengd.
Deelnemers die frauderen worden door het CBR uit het programma gezet, hun rijbewijs wordt ongeldig verklaard en zij mogen niet meer rijden. Ook als het CBR het vermoeden heeft dat er sprake is van fraude zal het programma stopgezet worden; bezwaar maken tegen dit besluit is zo goed als kansloos, omdat het om een bestuursrechtelijke maatregel gaat. Na vijf jaar mogen zij weer hun rijbewijs proberen te behalen. Bij drie foute starttesten zal het CBR het alcoholprogramma stopzetten en kan de betrokkene weer van voor af aan beginnen of vijf jaar lang zijn rijbewijs inleveren.
Het alcoholslotprogramma bestaat bovendien uit een aantal lesdagen die gaan over het gebruik van alcohol in het verkeer. De kosten voor de oplegging en uitvoering van het alcoholslotprogramma bedragen ongeveer 1000 euro. Er dienen echter ook kosten te worden voldaan voor de lease en het uitlezen van het alcoholslot. De totale kosten voor het alcoholslotprogramma zijn ongeveer 4000 euro.
Inmiddels hebben de Hoge Raad en de Raad van State aangegeven dat het alcoholslot niet meer opgelegd mag worden. Het verbod op het alcoholslot geldt overigens alleen voor nieuwe gevallen, alle oude gevallen moeten het programma gewoon blijven volgen.
In tien maanden tijd kregen ongeveer 3000 mensen deze maatregel opgelegd. De maatregel moet het aantal verkeersdoden waarbij alcohol in het spel is, terugdringen.

## Alcoholslot in België
Vanaf 1 juli 2018 moeten bestuurders die betrapt worden met een alcoholgehalte van 1,8 promille of meer, verplicht een alcoholslot laten installeren in hun wagen. Voor recidivisten is dat bij een alcoholgehalte van 1,2 promille of meer.
Sinds die datum is de toepassing van het alcoholslot sterk gestegen: van 9-23 keer per jaar (2015-2018) tot 167 keer in 2019 en 88 keer in de eerste twee maanden van 2020.
Van de 167 opgelegde alcoholsloten in 2019 situeerden er zich 139 in Vlaanderen, 27 in Wallonië en 1 in het Brussels Hoofdstedelijk Gewest. Voor de eerste twee maanden van 2020 waren de aantallen in Vlaanderen 
73, in Wallonië 10 en Brussel 5.